# Kanton Saint-Jean-de-Maurienne
Kanton Saint-Jean-de-Maurienne is een kanton van het Franse departement Savoie. Kanton Saint-Jean-de-Maurienne maakt deel uit van het arrondissement Saint-Jean-de-Maurienne en telt 22.007 inwoners in 2018.

## Gemeenten
Het kanton Saint-Jean-de-Maurienne omvatte tot 2014 de volgende 16 gemeenten:
- Albiez-le-Jeune
- Albiez-Montrond
- Le Châtel
- Fontcouverte-la Toussuire
- Hermillon
- Jarrier
- Montricher-Albanne
- Montvernier
- Pontamafrey-Montpascal
- Saint-Jean-d'Arves
- Saint-Jean-de-Maurienne (hoofdplaats)
- Saint-Julien-Mont-Denis
- Saint-Pancrace
- Saint-Sorlin-d'Arves
- Villarembert
- Villargondran

Na de herindeling van de kantons bij decreet van 27 februari 2014 met uitwerking op 22 maart 2015, omvatte het kanton 30 gemeenten.

Op 1 januari 2017 werden de gemeenten Saint-François-Longchamp, Montaimont en Montgellafrey samengevoegd tot de fusiegemeente (commune nouvelle) Saint François Longchamp.

Op 1 januari 2019 werden de gemeenten Le Châtel, Hermillon en Pontamafrey-Montpascal samengevoegd tot de fusiegemeente (commune nouvelle) La Tour-en-Maurienne.

Sindsdien omvat het kanton volgende 26 gemeenten:
- Albiez-le-Jeune
- Albiez-Montrond
- La Chambre
- La Chapelle
- Les Chavannes-en-Maurienne
- Fontcouverte-la Toussuire
- Jarrier
- Montricher-Albanne
- Montvernier
- Notre-Dame-du-Cruet
- Saint-Alban-des-Villards
- Saint-Avre
- Saint-Colomban-des-Villards
- Saint-Étienne-de-Cuines
- Saint François Longchamp
- Saint-Jean-d'Arves
- Saint-Jean-de-Maurienne
- Saint-Julien-Mont-Denis
- Saint-Martin-sur-la-Chambre
- Saint-Pancrace
- Saint-Rémy-de-Maurienne
- Saint-Sorlin-d'Arves
- Sainte-Marie-de-Cuines
- La Tour-en-Maurienne
- Villarembert
- Villargondran